# Irkutsk oblast
Irkutsk oblast (russisk: Иркутская область, tr. Irkutskaja oblast) er en af 46 oblaster i Den Russiske Føderation. Oblasten har et areal på 774.846 km² og 2.322.292 (2025) indbyggere. Oblastens administrative center er placeret i byen Irkutsk, der har 605.708 (2025) indbyggere. Andre større byer er Bratsk med 219.365 (2025) indbyggere, og Angarsk, der har 216.973 (2025) indbyggere.

## Geografi
Irkutsk oblast ligger det sydøstlige i Sibirien og grænser op til Republikken Burjatia og Republikken Tyva mod syd og sydvest, til Krasnojarsk kraj mod vest, til Republikken Sakha mod nordøst, og til Zabajkalskij kraj mod øst.
I den sydøstlige del af oblasten ligger Bajkalsøen. Området er bjergrigt, med bjergtoppe op til 3000 moh. De største vandløb er floderne Angara og Lena. Op mod 75% af oblasten er skovklædt. Klimaet er koldt om vinteren og varmt om sommeren, med middeltemperatur – 26 °C i januar, og 18 °C i juli. I undergrunden i Irkutsk oblast findes der kul, guld, og jernmalm.

## Demografi
Ifølge folketællingen i 2002 var der 2,581 millioner indbyggere i Irkutsk oblast, hvilket gør det til den 21. mest folkerige russiske region. 79.31% var registrerede som boende i byer, 20.69% på landet. Befolkningssammensætningen var fordelt på 1.209 mill. mænd og 1.372 mill. kvinder. Med en befolkningstætheden på 3,5 personer per kvadratkilometer, er Irkutsk oblast relativ tyndt befolket. Det nationale russiske gennemsnit er 8,7 personer pr. km² (Danmark har en gennemsnitlig befolkningstæthed 128,47/km²).
Befolkningen er hovedsageligt etniske russere (89.9%) med en række mindre etniciteter. Burjaterne – et sibirsk mongolsk etnisk minoritetsfolkeslag – har deres egen administrative inddeling indenfor rammerne af Irkutsk oblast. Denne kaldes Ust-Ordynsk-Burjatia okrug. Indtil 1. januar 2008 var denne en autonom okrug direkte under den føderale enhed, indtil den blev lagt under Irkutsk oblast.
En anden mindre etnisk gruppe koncentreret i tre landsbyer (Pikhtinsk, Sredne-Pikhtinsk, og Dagnik) er de såkaldte ”Bughollændere”: efterkommere af tyske lutheranske bønder der i 19. århundrede havde bosat sig i det det daværende russiske Volhynien (nuværende vestlige Ukraine). Heraf havde en mindre gruppe på omkring 200 personer i perioden 1911-1915 immigreret videre østpå til Sibirien i søgen efter billig jord. På trods af at de ikke længere talte tysk blev de stadig under Sovjetunionen klassificeret som tyskere, og under 2. verdenskrig blev de fleste sendt i arbejdslejre frem for til militærtjeneste.
Irkutsk oblast gennemlevede en længerevarende befolkningstilbagegang efterfølgende Sovjetunionens sammenbrud. I 2008 blev der for første gang siden 1993 registreret en befolkningstilvækst. Men den fremtidige befolkningsudvikling forbliver dyster. I 2007 var den gennemsnitlige fødselsrate på 1,602 barn / kvinde. Dette tal dækker dog over en ekstrem lav fødselsrate i byerne (1,477 barn/kvinde) og en noget højere fødselsrate på landet 2,165 barn/kvinde).

## Administrativ inddeling

### Byer
Irkutsk, der samtidig er administrativt centrum for Irkutsk oblast, er langt den største by i regionen. Derudover er der 24 byer med over 10.000 indbyggere: